# Nabangana koreana
Nabangana koreana — вид лускокрилих комах родини листовійок (Tortricidae). Описаний у 2020 році.

## Назва
Родова назва Nabangana походить від корейського слова, що означає «міль». Видова назва  N. koreana вказує на країну типового місцезнаходження.

## Поширення
Ендемік Південної Кореї. Виявлений у провінції Кьонгі на північному заході країни.